# Associazione Sportiva Reggina 1954-1955
Questa pagina raccoglie i dati riguardanti l'Associazione Sportiva Reggina nelle competizioni ufficiali della stagione 1954-1955.

## Stagione
La squadra, allenata per la seconda stagione consecutiva da Enzo Dolfin, ha concluso il girone H della IV Serie 1954-1955 al nono posto.

## Rosa
| N. |                   | Ruolo | Calciatore         |
| -- | ----------------- | ----- | ------------------ |
| -  | Italia (bandiera) | P     | Dini               |
| -  | Italia (bandiera) | P     | Domini             |
| -  | Italia (bandiera) | A     | Ernesto Scarlattei |
| -  | Italia (bandiera) | D     | Antonio Bumbaca    |
| -  | Italia (bandiera) |       | Magi               |
| -  | Italia (bandiera) |       | Belli              |
| -  | Italia (bandiera) | C     | Astolfo Benini     |
| -  | Italia (bandiera) |       | Vannozzi           |
| -  | Italia (bandiera) | C     | Alberto Gatto      |

| N. |                   | Ruolo | Calciatore    |
| -- | ----------------- | ----- | ------------- |
| -  | Italia (bandiera) |       | Baldasserini  |
| -  | Italia (bandiera) |       | Fazi          |
| -  | Italia (bandiera) |       | Dal Negro     |
| -  | Italia (bandiera) |       | Adornato      |
| -  | Italia (bandiera) |       | Fumelli       |
| -  | Italia (bandiera) | A     | Mario Vergani |
| -  | Italia (bandiera) |       | Panella       |
| -  | Italia (bandiera) |       | Poli          |
| -  | Italia (bandiera) |       | Curti         |

## Piazzamenti
- IV Serie: 9º posto.